# 1255
- Wikisource

| Calendário gregoriano                                                        | 1255 MCCLV                                            |
| Ab urbe condita                                                              | 2008                                                  |
| Calendário arménio                                                           | 704 – 705                                             |
| Calendário bahá'í                                                            | -589 – -588                                           |
| Calendário budista                                                           | 1799                                                  |
| Calendário chinês                                                            | 3951 – 3952 Início a 9 de fevereiro (aproximadamente) |
| Calendário copta                                                             | 971 – 972                                             |
| Calendário etíope                                                            | 1247 – 1248                                           |
| Calendários hindus - Vikram Samvat - Calendário nacional indiano - Cáli Iuga | 1310 – 1311 1176 – 1177 4355 – 4356                   |
| Calendário Holoceno                                                          | 11255                                                 |
| Calendário islâmico                                                          | 653 – 654                                             |
| Calendário judaico                                                           | 5015 – 5016                                           |
| Calendário persa                                                             | 633 – 634                                             |
| Calendário rúnico                                                            | 1505                                                  |
| Calendário solar tailandês                                                   | 1798                                                  |

1255 (MCCLV, na numeração romana) foi um ano comum do século XIII do Calendário Juliano, da Era de Cristo, a sua letra dominical foi C (52 semanas), teve início a uma sexta-feira e terminou também a uma sexta-feira.
| Ano completo                       |
| ---------------------------------- |
| Ano comum com início à sexta-feira |

## Eventos
- Lisboa torna-se capital do Reino de Portugal.
- Foral de Vila Nova de Gaia para incrementar o seu porto e atrair o comércio, principalmente o internacional. A coroa reservava para si metade dos direitos alfandegários que entrassem em Gaia ou no Porto, em sua frente.
- 1 de Setembro - Fundação de Caliningrado

## Nascimentos
- Duccio, pintor sienense (m. 1319).
- Vasco Ermigues Cardoso - Nobre medieval português que foi Senhor da Honra de Cardoso, Braga.

## Mortes
- Batu Cã, cã da Horda de Ouro.